# 제8회 영국 아카데미 영화상
제8회 영국 아카데미 영화상은 1954년의 최고의 영화를 기리기 위해 1955년 3월 10일에 열린 시상식이다.

## 수상

### 작품상
- 공포의 보수 수상

### 알렉산더 코다 상
- 홉슨의 사위 고르기 수상

### 칼 포먼 상
- The Young Lovers - 데이비드 코소프 수상

### 남우주연상(영국)
- 청춘 진단 - 케네스 모어 수상

### 남우주연상(외국)
- 워터프론트 - 말론 브란도 수상

### 여우주연상(영국)
- The Divided Heart - YVONNE MITCHELL 수상

### 여우주연상(외국)
- The Divided Heart - CORNELL BORCHERS 수상

### 각본상(영국)
- The Young Lovers - 조지 타보리 수상

### 단편애니메이션작품상
- Song of the Prairie - Czechoslovakia 수상

### UN상
- The Divided Heart 수상

### 특별상
- A Time Out of War 수상